# .40-72 Winchester
Набій .40-72 Winchester, також відомий як .40-72 WCF, є гвинтівковим набоєм центрального запалення з прямою гільзою розроблений під димний порох. Його розробили в 1895 році для використання в важільній гвинтівці Winchester 1895.

## Опис та продуктивність

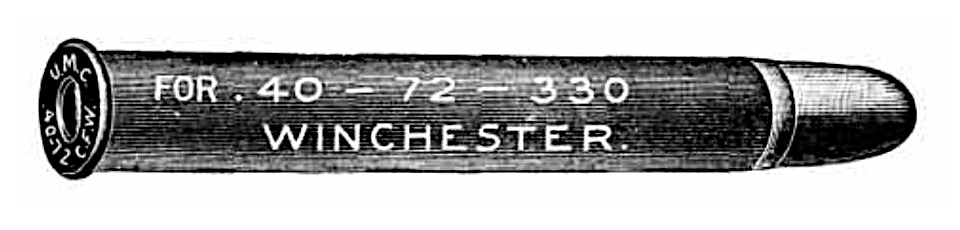
Набій .40-72 Winchester.

Заводський набій Winchester мав кулі вагою 300-гранів (19 г) зі швидкістю 1 420 фут/с (430 м/с) або 330-гранів (21 г) bullet зі швидкістю 1 380 фут/с (420 м/с).
З появою покращених набоїв під бездимний порох, набій .40-72 Winchester став застарілим, а незабаром було припинено і його виробництво. Виробництво споряджених набоїв компанія Winchester припинила в 1936 році.

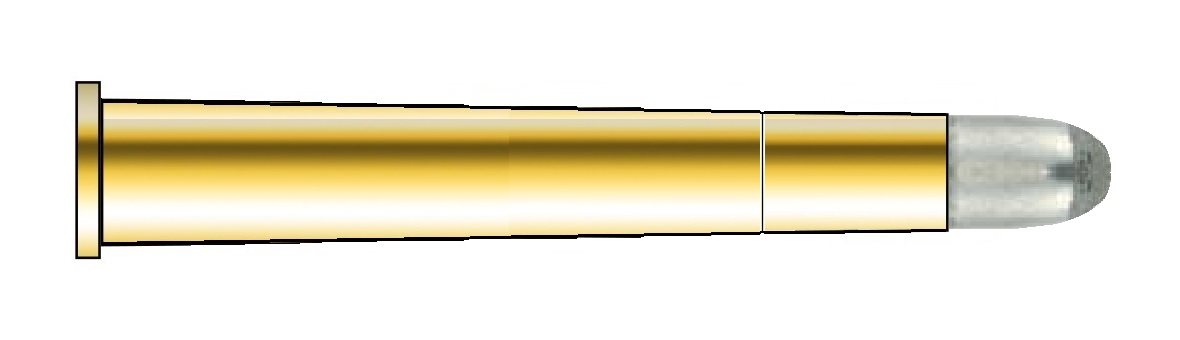
Набій .40-72 WCF.

Набій 40-72 Winchester використовували в важільній гвинтівці Winchester 1895, а також в однозарядній гвинтівці Winchester 1885.

## Параметри

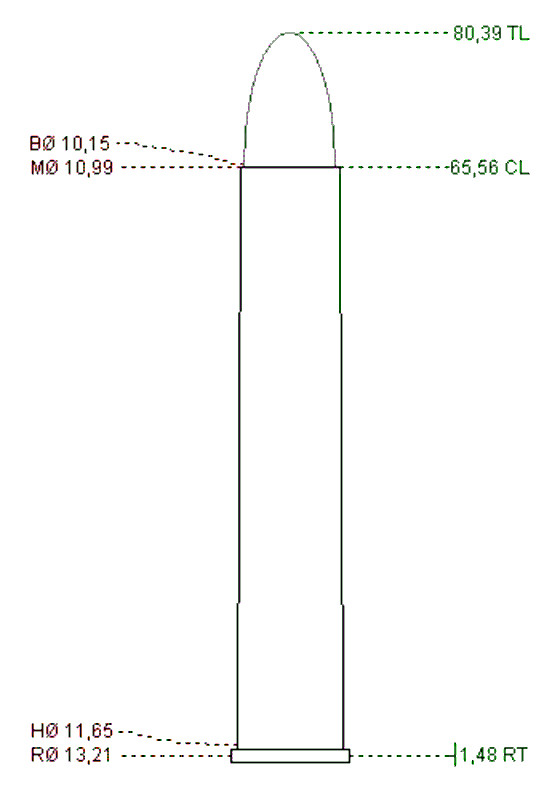